# Soumazannes
Soumazannes is een voormalige gemeente in het Franse departement Meuse.

## Geschiedenis
In 1809 vormde Soumazannes samen met de plaats Azannes de gemeente Azannes-et-Soumazannes.
Het dorp Soumazannes had ooit een kasteel, dat in het begin van de 19e eeuw verdween. Aan het begin van de Eerste Wereldoorlog had het dorp nog slechts een dozijn inwoners. Nadat het in 1916 verwoest was werd het dorp niet herbouwd, er is alleen een gedenksteen en de gehuchten Gélinerie, Forest, Montaubé en Roises.

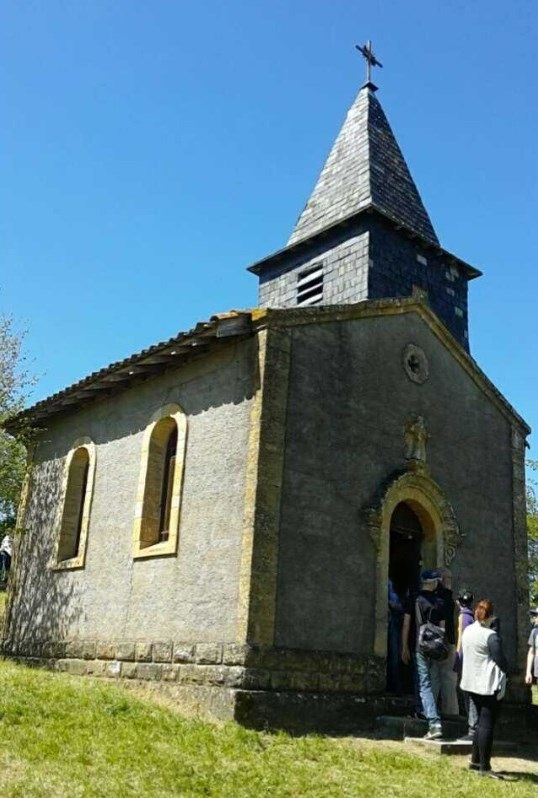
De kapel van Soumazannes